# Milano-Sanremo 2021
Milano-Sanremo 2021 var den 112. udgave af det italienske monument Milano-Sanremo. Det knap 300 km lange linjeløb blev kørt den 20. marts 2021 med start i Milano og mål i Sanremo i den nordlige del af landet. Løbet var sjette arrangement på UCI World Tour 2021.
En gruppe på 17 ryttere kom samlet mod målstregen, og her var belgiske Jasper Stuyven fra Trek-Segafredo hurtigst, og vandt løbet. På andenpladsen kom Lotto-Soudals Caleb Ewan, mens Wout van Aert fra Team Jumbo-Visma tog den sidste plads på podiet.

## Resultat
| \| Samlede stilling \| Samlede stilling \| Samlede stilling \| Samlede stilling \| Samlede stilling \| \| Rytter \| Rytter \| Hold \| Tid \| \| \| ---------------- \| --------------------- \| --------------------- \| ---------------- \| ---------------- \| \| 1. \| Jasper Stuyven \| Trek-Segafredo \| 6t 38' 06" \| \| \| 2. \| Caleb Ewan \| Lotto-Soudal \| + 0" \| \| \| 3. \| Wout van Aert \| Jumbo-Visma \| + 0" \| \| \| 4. \| Peter Sagan \| Bora-Hansgrohe \| + 0" \| \| \| 5. \| Mathieu van der Poel \| Alpecin-Fenix \| + 0" \| \| \| 6. \| Michael Matthews \| BikeExchange \| + 0" \| \| \| 7. \| Alex Aranburu \| Astana-Premier Tech \| + 0" \| \| \| 8. \| Sonny Colbrelli \| Bahrain Victorious \| + 0" \| \| \| 9. \| Søren Kragh Andersen \| Team DSM \| + 0" \| \| \| 10. \| Anthony Turgis \| Total Direct Énergie \| + 0" \| \| \| 11. \| Matej Mohorič \| Bahrain Victorious \| + 0" \| \| \| 12. \| Matteo Trentin \| UAE Team Emirates \| + 0" \| \| \| 13. \| Greg Van Avermaet \| AG2R Citroën Team \| + 0" \| \| \| 14. \| Maximilian Schachmann \| Bora-Hansgrohe \| + 0" \| \| \| 15. \| Tom Pidcock \| Ineos Grenadiers \| + 0" \| \| \| 16. \| Julian Alaphilippe \| Deceuninck-Quick Step \| + 0" \| \| \| 17. \| Michał Kwiatkowski \| Ineos Grenadiers \| + 0" \| \| \| 18. \| Giacomo Nizzolo \| Qhubeka Assos \| + 6" \| \| \| 19. \| Nacer Bouhanni \| Arkéa-Samsic \| + 6" \| \| \| 20. \| Pascal Ackermann \| Bora-Hansgrohe \| + 6" \| \| |                       |                       |            |
| |                       |                       |            |
| Kilde: ProCyclingStats |                       |                       |            |
| Samlede stilling |                       |                       |            |
| Rytter | Rytter                | Hold                  | Tid        |
| 1. | Jasper Stuyven        | Trek-Segafredo        | 6t 38' 06" |
| 2. | Caleb Ewan            | Lotto-Soudal          | + 0"       |
| 3. | Wout van Aert         | Jumbo-Visma           | + 0"       |
| 4. | Peter Sagan           | Bora-Hansgrohe        | + 0"       |
| 5. | Mathieu van der Poel  | Alpecin-Fenix         | + 0"       |
| 6. | Michael Matthews      | BikeExchange          | + 0"       |
| 7. | Alex Aranburu         | Astana-Premier Tech   | + 0"       |
| 8. | Sonny Colbrelli       | Bahrain Victorious    | + 0"       |
| 9. | Søren Kragh Andersen  | Team DSM              | + 0"       |
| 10. | Anthony Turgis        | Total Direct Énergie  | + 0"       |
| 11. | Matej Mohorič         | Bahrain Victorious    | + 0"       |
| 12. | Matteo Trentin        | UAE Team Emirates     | + 0"       |
| 13. | Greg Van Avermaet     | AG2R Citroën Team     | + 0"       |
| 14. | Maximilian Schachmann | Bora-Hansgrohe        | + 0"       |
| 15. | Tom Pidcock           | Ineos Grenadiers      | + 0"       |
| 16. | Julian Alaphilippe    | Deceuninck-Quick Step | + 0"       |
| 17. | Michał Kwiatkowski    | Ineos Grenadiers      | + 0"       |
| 18. | Giacomo Nizzolo       | Qhubeka Assos         | + 6"       |
| 19. | Nacer Bouhanni        | Arkéa-Samsic          | + 6"       |
| 20. | Pascal Ackermann      | Bora-Hansgrohe        | + 6"       |

## Hold og ryttere
| UCI WorldTeams (19)- AG2R Citroën Team - Astana-Premier Tech - Bahrain Victorious - Bora-Hansgrohe - Cofidis - Deceuninck-Quick Step - EF Education-Nippo - Groupama-FDJ - Ineos Grenadiers - Intermarché-Wanty-Gobert Matériaux - Israel Start-Up Nation - Jumbo-Visma - Lotto Soudal - Movistar Team - Team BikeExchange - Team DSM - Trek-Segafredo - Qhubeka Assos - UAE Team Emirates UCI ProTeams (6)- Androni Giocattoli-Sidermec - Alpecin-Fenix - Bardiani CSF Faizanè - Arkéa-Samsic - Total Direct Énergie - Team Novo Nordisk |
| |

### Danske ryttere
| Danske ryttere på startlisten |                         |                       |           |
| Rygnummer                     | Rytter                  | Hold                  | Placering |
| 92                            | Kasper Asgreen          | Deceuninck-Quick Step | 99        |
| 104                           | Michael Valgren         | EF Education-Nippo    | 52        |
| 106                           | Magnus Cort             | EF Education-Nippo    | 62        |
| 162                           | Mathias Norsgaard       | Movistar Team         | 125       |
| 184                           | Christopher Juul-Jensen | Team BikeExchange     | 130       |
| 191                           | Søren Kragh Andersen    | Team DSM              | 9         |
| 195                           | Casper Pedersen         | Team DSM              | 120       |
| 216                           | Emil Vinjebo            | Team Qhubeka Assos    | 121       |

* DNF = gennemførte ikke

### Startliste
| Jumbo-Visma TJV | Jumbo-Visma TJV           | Jumbo-Visma TJV |
| --------------- | ------------------------- | --------------- |
| Nr.             | Rytter                    | Placering       |
| 1               | Wout van Aert (BEL)       | 3.              |
| 2               | Edoardo Affini (ITA)      | 158.            |
| 3               | Paul Martens (GER)        | 163.            |
| 4               | Sam Oomen (NED)           | 70.             |
| 5               | Christoph Pfingsten (GER) | 159.            |
| 6               | Timo Roosen (NED)         | 80.             |
| 7               | Jos van Emden (NED)       | 95.             |

| AG2R Citroën Team ACT | AG2R Citroën Team ACT   | AG2R Citroën Team ACT |
| --------------------- | ----------------------- | --------------------- |
| Nr.                   | Rytter                  | Placering             |
| 11                    | Greg Van Avermaet (BEL) | 13.                   |
| 12                    | Stan Dewulf (BEL)       | 90.                   |
| 13                    | Alexis Gougeard (FRA)   | 136.                  |
| 14                    | Oliver Naesen (BEL)     | 21.                   |
| 15                    | Michael Schär (SUI)     | 100.                  |
| 16                    | Gijs Van Hoecke (BEL)   | 140.                  |
| 17                    | Andrea Vendrame (ITA)   | 23.                   |

| Alpecin-Fenix AFC | Alpecin-Fenix AFC                     | Alpecin-Fenix AFC |
| ----------------- | ------------------------------------- | ----------------- |
| Nr.               | Rytter                                | Placering         |
| 21                | Mathieu van der Poel (NED) (landevej) | 5.                |
| 22                | Dries De Bondt (BEL) (landevej)       | 98.               |
| 23                | Senne Leysen (BEL)                    | 161.              |
| 24                | Kristian Sbaragli (ITA)               | 61.               |
| 25                | Petr Vakoč (CZE)                      | 132.              |
| 26                | Otto Vergaerde (BEL)                  | 119.              |
| 27                | Gianni Vermeersch (BEL)               | 24.               |

| Androni Giocattoli-Sidermec ANS | Androni Giocattoli-Sidermec ANS | Androni Giocattoli-Sidermec ANS |
| ------------------------------- | ------------------------------- | ------------------------------- |
| Nr.                             | Rytter                          | Placering                       |
| 31                              | Mattia Bais (ITA)               | DNS                             |
| 32                              | Luca Chirico (ITA)              | 111.                            |
| 33                              | Andrij Ponomar (UKR)            | 83.                             |
| 34                              | Josip Rumac (CRO) (landevej)    | 60.                             |
| 35                              | Filippo Tagliani (ITA)          | 166.                            |
| 36                              | Nicola Venchiarutti (ITA)       | 122.                            |
| 37                              | Mattia Viel (ITA)               | DNF                             |

| Astana-Premier Tech APT | Astana-Premier Tech APT | Astana-Premier Tech APT |
| ----------------------- | ----------------------- | ----------------------- |
| Nr.                     | Rytter                  | Placering               |
| 41                      | Alex Aranburu (ESP)     | 7.                      |
| 42                      | Manuele Boaro (ITA)     | 124.                    |
| 43                      | Fabio Felline (ITA)     | 46.                     |
| 44                      | Dmitrij Gruzdev (KAZ)   | 116.                    |
| 45                      | Gorka Izagirre (ESP)    | 45.                     |
| 46                      | Davide Martinelli (ITA) | 104.                    |
| 47                      | Matteo Sobrero (ITA)    | 65.                     |

| Bahrain Victorious TBV | Bahrain Victorious TBV  | Bahrain Victorious TBV |
| ---------------------- | ----------------------- | ---------------------- |
| Nr.                    | Rytter                  | Placering              |
| 51                     | Sonny Colbrelli (ITA)   | 8.                     |
| 52                     | Yukiya Arashiro (JPN)   | 117.                   |
| 53                     | Damiano Caruso (ITA)    | 55.                    |
| 54                     | Heinrich Haussler (AUS) | 157.                   |
| 55                     | Matej Mohorič (SLO)     | 11.                    |
| 56                     | Jan Tratnik (SLO)       | 135.                   |
| 57                     | Fred Wright (GBR)       | 148.                   |

| Bardiani CSF Faizanè BCF | Bardiani CSF Faizanè BCF | Bardiani CSF Faizanè BCF |
| ------------------------ | ------------------------ | ------------------------ |
| Nr.                      | Rytter                   | Placering                |
| 61                       | Enrico Battaglin (ITA)   | 68.                      |
| 62                       | Filippo Fiorelli (ITA)   | 48.                      |
| 63                       | Umberto Marengo (ITA)    | 51.                      |
| 64                       | Daniel Savini (ITA)      | DNS                      |
| 65                       | Alessandro Tonelli (ITA) | 106.                     |
| 66                       | Giovanni Visconti (ITA)  | 150.                     |
| 67                       | Filippo Zana (ITA)       | 73.                      |

| Bora-Hansgrohe BOH | Bora-Hansgrohe BOH          | Bora-Hansgrohe BOH |
| ------------------ | --------------------------- | ------------------ |
| Nr.                | Rytter                      | Placering          |
| 71                 | Peter Sagan (SVK)           | 4.                 |
| 72                 | Pascal Ackermann (GER)      | 20.                |
| 73                 | Cesare Benedetti (ITA)      | 93.                |
| 74                 | Maciej Bodnar (POL)         | 141.               |
| 75                 | Marcus Burghardt (GER)      | 71.                |
| 76                 | Daniel Oss (ITA)            | 33.                |
| 77                 | Maximilian Schachmann (GER) | 14.                |

| Cofidis COF | Cofidis COF               | Cofidis COF |
| ----------- | ------------------------- | ----------- |
| Nr.         | Rytter                    | Placering   |
| 81          | Elia Viviani (ITA)        | 69.         |
| 82          | Attilio Viviani (ITA)     | 153.        |
| 83          | Pierre-Luc Périchon (FRA) | 97.         |
| 84          | Christophe Laporte (FRA)  | 22.         |
| 85          | Guillaume Martin (FRA)    | 53.         |
| 86          | Fabio Sabatini (ITA)      | 126.        |
| 87          | Kenneth Vanbilsen (BEL)   | 152.        |

| Deceuninck-Quick Step DQT | Deceuninck-Quick Step DQT           | Deceuninck-Quick Step DQT |
| ------------------------- | ----------------------------------- | ------------------------- |
| Nr.                       | Rytter                              | Placering                 |
| 91                        | Julian Alaphilippe (FRA) (landevej) | 16.                       |
| 92                        | Kasper Asgreen (DEN) (landevej)     | 99.                       |
| 93                        | Davide Ballerini (ITA)              | 41.                       |
| 94                        | Sam Bennett (IRL)                   | 42.                       |
| 95                        | Tim Declercq (BEL)                  | 151.                      |
| 96                        | Yves Lampaert (BEL)                 | 54.                       |
| 97                        | Zdeněk Štybar (CZE)                 | 37.                       |

| EF Education-Nippo EFN | EF Education-Nippo EFN          | EF Education-Nippo EFN |
| ---------------------- | ------------------------------- | ---------------------- |
| Nr.                    | Rytter                          | Placering              |
| 101                    | Alberto Bettiol (ITA)           | 109.                   |
| 102                    | Stefan Bissegger (SUI)          | 103.                   |
| 103                    | Sergio Higuita (COL) (landevej) | 36.                    |
| 104                    | Michael Valgren (DEN)           | 52.                    |
| 105                    | Sebastian Langeveld (NED)       | 131.                   |
| 106                    | Magnus Cort (DEN)               | 62.                    |
| 107                    | Thomas Scully (NZL)             | 146.                   |

| Groupama-FDJ GFC | Groupama-FDJ GFC               | Groupama-FDJ GFC |
| ---------------- | ------------------------------ | ---------------- |
| Nr.              | Rytter                         | Placering        |
| 111              | Arnaud Démare (FRA) (landevej) | 26.              |
| 112              | Kevin Geniets (LUX) (landevej) | 50.              |
| 113              | Jacopo Guarnieri (ITA)         | 96.              |
| 114              | Ignatas Konovalovas (LTU)      | 66.              |
| 115              | Clément Davy (FRA)             | 162.             |
| 116              | Miles Scotson (AUS)            | 110.             |
| 117              | Ramon Sinkeldam (NED)          | 155.             |

| Ineos Grenadiers IGD | Ineos Grenadiers IGD       | Ineos Grenadiers IGD |
| -------------------- | -------------------------- | -------------------- |
| Nr.                  | Rytter                     | Placering            |
| 121                  | Michał Kwiatkowski (POL)   | 17.                  |
| 122                  | Filippo Ganna (ITA)        | 64.                  |
| 123                  | Tom Pidcock (GBR)          | 15.                  |
| 124                  | Salvatore Puccio (ITA)     | 94.                  |
| 125                  | Luke Rowe (GBR)            | 118.                 |
| 126                  | Ben Swift (GBR) (landevej) | 77.                  |
| 127                  | Dylan van Baarle (NED)     | 31.                  |

| Intermarché-Wanty-Gobert Matériaux IWG | Intermarché-Wanty-Gobert Matériaux IWG | Intermarché-Wanty-Gobert Matériaux IWG |
| -------------------------------------- | -------------------------------------- | -------------------------------------- |
| Nr.                                    | Rytter                                 | Placering                              |
| 131                                    | Andrea Pasqualon (ITA)                 | 87.                                    |
| 132                                    | Aimé De Gendt (BEL)                    | 47.                                    |
| 133                                    | Jonas Koch (GER)                       | 92.                                    |
| 134                                    | Lorenzo Rota (ITA)                     | 40.                                    |
| 135                                    | Taco van der Hoorn (NED)               | 112.                                   |
| 136                                    | Pieter Vanspeybrouck (BEL)             | 154.                                   |
| 137                                    | Loïc Vliegen (BEL)                     | 57.                                    |

| Israel Start-Up Nation ISN | Israel Start-Up Nation ISN | Israel Start-Up Nation ISN |
| -------------------------- | -------------------------- | -------------------------- |
| Nr.                        | Rytter                     | Placering                  |
| 141                        | Matthias Brändle (AUT)     | 107.                       |
| 142                        | Davide Cimolai (ITA)       | 43.                        |
| 143                        | Alessandro De Marchi (ITA) | 82.                        |
| 144                        | Hugo Hofstetter (FRA)      | 67.                        |
| 145                        | Guy Niv (ISR)              | DNF                        |
| 146                        | James Piccoli (CAN)        | 128.                       |
| 147                        | Guy Sagiv (ISR)            | 145.                       |

| Lotto-Soudal LTS | Lotto-Soudal LTS       | Lotto-Soudal LTS |
| ---------------- | ---------------------- | ---------------- |
| Nr.              | Rytter                 | Placering        |
| 151              | Philippe Gilbert (BEL) | 72.              |
| 152              | Jasper De Buyst (BEL)  | 102.             |
| 153              | John Degenkolb (GER)   | 32.              |
| 154              | Caleb Ewan (AUS)       | 2.               |
| 155              | Frederik Frison (BEL)  | 127.             |
| 156              | Roger Kluge (GER)      | 101.             |
| 157              | Tim Wellens (BEL)      | 78.              |

| Movistar Team MOV | Movistar Team MOV         | Movistar Team MOV |
| ----------------- | ------------------------- | ----------------- |
| Nr.               | Rytter                    | Placering         |
| 161               | Iván García Cortina (ESP) | 30.               |
| 162               | Mathias Norsgaard (DEN)   | 125.              |
| 163               | Lluís Mas (ESP)           |                   |
| 164               | Nelson Oliveira (POR)     | 85.               |
| 165               | Gonzalo Serrano (ESP)     | 25.               |
| 166               | Albert Torres (ESP)       | 144.              |
| 167               | Davide Villella (ITA)     | 86.               |

| Arkéa-Samsic ARK | Arkéa-Samsic ARK         | Arkéa-Samsic ARK |
| ---------------- | ------------------------ | ---------------- |
| Nr.              | Rytter                   | Placering        |
| 171              | Nacer Bouhanni (FRA)     | 19.              |
| 172              | Warren Barguil (FRA)     | 44.              |
| 173              | Amaury Capiot (BEL)      | 138.             |
| 174              | Thibault Guernalec (FRA) | 160.             |
| 175              | Daniel McLay (GBR)       | 88.              |
| 176              | Clément Russo (FRA)      | 59.              |
| 177              | Connor Swift (GBR)       | DNS              |

| BikeExchange BEX | BikeExchange BEX              | BikeExchange BEX |
| ---------------- | ----------------------------- | ---------------- |
| Nr.              | Rytter                        | Placering        |
| 181              | Michael Matthews (AUS)        | 6.               |
| 182              | Luke Durbridge (AUS)          | 84.              |
| 183              | Michael Hepburn (AUS)         | 133.             |
| 184              | Christopher Juul-Jensen (DEN) | 130.             |
| 185              | Alexander Konysjev (ITA)      | 134.             |
| 186              | Luka Mezgec (SLO)             | 49.              |
| 187              | Robert Stannard (AUS)         | 28.              |

| Team DSM DSM | Team DSM DSM               | Team DSM DSM |
| ------------ | -------------------------- | ------------ |
| Nr.          | Rytter                     | Placering    |
| 191          | Søren Kragh Andersen (DEN) | 9.           |
| 192          | Romain Bardet (FRA)        | 27.          |
| 193          | Romain Combaud (FRA)       | 123.         |
| 194          | Nicolas Roche (IRL)        | 115.         |
| 195          | Casper Pedersen (DEN)      | 120.         |
| 196          | Jasha Sütterlin (GER)      | 114.         |
| 197          | Martijn Tusveld (NED)      | 79.          |

| Team Novo Nordisk TNN | Team Novo Nordisk TNN | Team Novo Nordisk TNN |
| --------------------- | --------------------- | --------------------- |
| Nr.                   | Rytter                | Placering             |
| 201                   | Sam Brand (GBR)       | 167.                  |
| 202                   | Brian Kamstra (NED)   | DNF                   |
| 203                   | Péter Kusztor (HUN)   | 143.                  |
| 204                   | David Lozano (ESP)    | 164.                  |
| 205                   | Andrea Peron (ITA)    | 168.                  |
| 206                   | Charles Planet (FRA)  | 169.                  |
| 207                   | Umberto Poli (ITA)    | 165.                  |

| Qhubeka Assos TQA | Qhubeka Assos TQA                | Qhubeka Assos TQA |
| ----------------- | -------------------------------- | ----------------- |
| Nr.               | Rytter                           | Placering         |
| 211               | Giacomo Nizzolo (ITA) (landevej) | 18.               |
| 212               | Victor Campenaerts (BEL)         | 81.               |
| 213               | Simon Clarke (AUS)               | 38.               |
| 214               | Michael Gogl (AUT)               | 76.               |
| 215               | Bert-Jan Lindeman (NED)          | 142.              |
| 216               | Emil Vinjebo (DEN)               | 121.              |
| 217               | Łukasz Wiśniowski (POL)          | 58.               |

| Total Direct Énergie TDE | Total Direct Énergie TDE   | Total Direct Énergie TDE |
| ------------------------ | -------------------------- | ------------------------ |
| Nr.                      | Rytter                     | Placering                |
| 221                      | Niccolò Bonifazio (ITA)    | 63.                      |
| 222                      | Edvald Boasson Hagen (NOR) | 137.                     |
| 223                      | Lorrenzo Manzin (FRA)      | 156.                     |
| 224                      | Adrien Petit (FRA)         | 149.                     |
| 225                      | Julien Simon (FRA)         | 29.                      |
| 226                      | Niki Terpstra (NED)        | 139.                     |
| 227                      | Anthony Turgis (FRA)       | 10.                      |

| Trek-Segafredo TFS | Trek-Segafredo TFS    | Trek-Segafredo TFS |
| ------------------ | --------------------- | ------------------ |
| Nr.                | Rytter                | Placering          |
| 231                | Vincenzo Nibali (ITA) | 35.                |
| 232                | Nicola Conci (ITA)    | 105.               |
| 233                | Jacopo Mosca (ITA)    | 56.                |
| 234                | Ryan Mullen (IRL)     | 129.               |
| 235                | Quinn Simmons (USA)   | 74.                |
| 236                | Toms Skujiņš (LAT)    | 75.                |
| 237                | Jasper Stuyven (BEL)  | 1.                 |

| UAE Team Emirates UAD | UAE Team Emirates UAD              | UAE Team Emirates UAD |
| --------------------- | ---------------------------------- | --------------------- |
| Nr.                   | Rytter                             | Placering             |
| 241                   | Alexander Kristoff (NOR)           | 89.                   |
| 242                   | Sven Erik Bystrøm (NOR) (landevej) | 108.                  |
| 243                   | Alessandro Covi (ITA)              | 39.                   |
| 244                   | Davide Formolo (ITA)               | 34.                   |
| 245                   | Fernando Gaviria (COL)             | 113.                  |
| 246                   | Maximiliano Richeze (ARG)          | 147.                  |
| 247                   | Matteo Trentin (ITA)               | 12.                   |

| Jumbo-Visma TJV | Jumbo-Visma TJV           | Jumbo-Visma TJV |
| --------------- | ------------------------- | --------------- |
| Nr.             | Rytter                    | Placering       |
| 1               | Wout van Aert (BEL)       | 3.              |
| 2               | Edoardo Affini (ITA)      | 158.            |
| 3               | Paul Martens (GER)        | 163.            |
| 4               | Sam Oomen (NED)           | 70.             |
| 5               | Christoph Pfingsten (GER) | 159.            |
| 6               | Timo Roosen (NED)         | 80.             |
| 7               | Jos van Emden (NED)       | 95.             |

| AG2R Citroën Team ACT | AG2R Citroën Team ACT   | AG2R Citroën Team ACT |
| --------------------- | ----------------------- | --------------------- |
| Nr.                   | Rytter                  | Placering             |
| 11                    | Greg Van Avermaet (BEL) | 13.                   |
| 12                    | Stan Dewulf (BEL)       | 90.                   |
| 13                    | Alexis Gougeard (FRA)   | 136.                  |
| 14                    | Oliver Naesen (BEL)     | 21.                   |
| 15                    | Michael Schär (SUI)     | 100.                  |
| 16                    | Gijs Van Hoecke (BEL)   | 140.                  |
| 17                    | Andrea Vendrame (ITA)   | 23.                   |

| Alpecin-Fenix AFC | Alpecin-Fenix AFC                     | Alpecin-Fenix AFC |
| ----------------- | ------------------------------------- | ----------------- |
| Nr.               | Rytter                                | Placering         |
| 21                | Mathieu van der Poel (NED) (landevej) | 5.                |
| 22                | Dries De Bondt (BEL) (landevej)       | 98.               |
| 23                | Senne Leysen (BEL)                    | 161.              |
| 24                | Kristian Sbaragli (ITA)               | 61.               |
| 25                | Petr Vakoč (CZE)                      | 132.              |
| 26                | Otto Vergaerde (BEL)                  | 119.              |
| 27                | Gianni Vermeersch (BEL)               | 24.               |

| Androni Giocattoli-Sidermec ANS | Androni Giocattoli-Sidermec ANS | Androni Giocattoli-Sidermec ANS |
| ------------------------------- | ------------------------------- | ------------------------------- |
| Nr.                             | Rytter                          | Placering                       |
| 31                              | Mattia Bais (ITA)               | DNS                             |
| 32                              | Luca Chirico (ITA)              | 111.                            |
| 33                              | Andrij Ponomar (UKR)            | 83.                             |
| 34                              | Josip Rumac (CRO) (landevej)    | 60.                             |
| 35                              | Filippo Tagliani (ITA)          | 166.                            |
| 36                              | Nicola Venchiarutti (ITA)       | 122.                            |
| 37                              | Mattia Viel (ITA)               | DNF                             |

| Astana-Premier Tech APT | Astana-Premier Tech APT | Astana-Premier Tech APT |
| ----------------------- | ----------------------- | ----------------------- |
| Nr.                     | Rytter                  | Placering               |
| 41                      | Alex Aranburu (ESP)     | 7.                      |
| 42                      | Manuele Boaro (ITA)     | 124.                    |
| 43                      | Fabio Felline (ITA)     | 46.                     |
| 44                      | Dmitrij Gruzdev (KAZ)   | 116.                    |
| 45                      | Gorka Izagirre (ESP)    | 45.                     |
| 46                      | Davide Martinelli (ITA) | 104.                    |
| 47                      | Matteo Sobrero (ITA)    | 65.                     |

| Bahrain Victorious TBV | Bahrain Victorious TBV  | Bahrain Victorious TBV |
| ---------------------- | ----------------------- | ---------------------- |
| Nr.                    | Rytter                  | Placering              |
| 51                     | Sonny Colbrelli (ITA)   | 8.                     |
| 52                     | Yukiya Arashiro (JPN)   | 117.                   |
| 53                     | Damiano Caruso (ITA)    | 55.                    |
| 54                     | Heinrich Haussler (AUS) | 157.                   |
| 55                     | Matej Mohorič (SLO)     | 11.                    |
| 56                     | Jan Tratnik (SLO)       | 135.                   |
| 57                     | Fred Wright (GBR)       | 148.                   |

| Bardiani CSF Faizanè BCF | Bardiani CSF Faizanè BCF | Bardiani CSF Faizanè BCF |
| ------------------------ | ------------------------ | ------------------------ |
| Nr.                      | Rytter                   | Placering                |
| 61                       | Enrico Battaglin (ITA)   | 68.                      |
| 62                       | Filippo Fiorelli (ITA)   | 48.                      |
| 63                       | Umberto Marengo (ITA)    | 51.                      |
| 64                       | Daniel Savini (ITA)      | DNS                      |
| 65                       | Alessandro Tonelli (ITA) | 106.                     |
| 66                       | Giovanni Visconti (ITA)  | 150.                     |
| 67                       | Filippo Zana (ITA)       | 73.                      |

| Bora-Hansgrohe BOH | Bora-Hansgrohe BOH          | Bora-Hansgrohe BOH |
| ------------------ | --------------------------- | ------------------ |
| Nr.                | Rytter                      | Placering          |
| 71                 | Peter Sagan (SVK)           | 4.                 |
| 72                 | Pascal Ackermann (GER)      | 20.                |
| 73                 | Cesare Benedetti (ITA)      | 93.                |
| 74                 | Maciej Bodnar (POL)         | 141.               |
| 75                 | Marcus Burghardt (GER)      | 71.                |
| 76                 | Daniel Oss (ITA)            | 33.                |
| 77                 | Maximilian Schachmann (GER) | 14.                |

| Cofidis COF | Cofidis COF               | Cofidis COF |
| ----------- | ------------------------- | ----------- |
| Nr.         | Rytter                    | Placering   |
| 81          | Elia Viviani (ITA)        | 69.         |
| 82          | Attilio Viviani (ITA)     | 153.        |
| 83          | Pierre-Luc Périchon (FRA) | 97.         |
| 84          | Christophe Laporte (FRA)  | 22.         |
| 85          | Guillaume Martin (FRA)    | 53.         |
| 86          | Fabio Sabatini (ITA)      | 126.        |
| 87          | Kenneth Vanbilsen (BEL)   | 152.        |

| Deceuninck-Quick Step DQT | Deceuninck-Quick Step DQT           | Deceuninck-Quick Step DQT |
| ------------------------- | ----------------------------------- | ------------------------- |
| Nr.                       | Rytter                              | Placering                 |
| 91                        | Julian Alaphilippe (FRA) (landevej) | 16.                       |
| 92                        | Kasper Asgreen (DEN) (landevej)     | 99.                       |
| 93                        | Davide Ballerini (ITA)              | 41.                       |
| 94                        | Sam Bennett (IRL)                   | 42.                       |
| 95                        | Tim Declercq (BEL)                  | 151.                      |
| 96                        | Yves Lampaert (BEL)                 | 54.                       |
| 97                        | Zdeněk Štybar (CZE)                 | 37.                       |

| EF Education-Nippo EFN | EF Education-Nippo EFN          | EF Education-Nippo EFN |
| ---------------------- | ------------------------------- | ---------------------- |
| Nr.                    | Rytter                          | Placering              |
| 101                    | Alberto Bettiol (ITA)           | 109.                   |
| 102                    | Stefan Bissegger (SUI)          | 103.                   |
| 103                    | Sergio Higuita (COL) (landevej) | 36.                    |
| 104                    | Michael Valgren (DEN)           | 52.                    |
| 105                    | Sebastian Langeveld (NED)       | 131.                   |
| 106                    | Magnus Cort (DEN)               | 62.                    |
| 107                    | Thomas Scully (NZL)             | 146.                   |

| Groupama-FDJ GFC | Groupama-FDJ GFC               | Groupama-FDJ GFC |
| ---------------- | ------------------------------ | ---------------- |
| Nr.              | Rytter                         | Placering        |
| 111              | Arnaud Démare (FRA) (landevej) | 26.              |
| 112              | Kevin Geniets (LUX) (landevej) | 50.              |
| 113              | Jacopo Guarnieri (ITA)         | 96.              |
| 114              | Ignatas Konovalovas (LTU)      | 66.              |
| 115              | Clément Davy (FRA)             | 162.             |
| 116              | Miles Scotson (AUS)            | 110.             |
| 117              | Ramon Sinkeldam (NED)          | 155.             |

| Ineos Grenadiers IGD | Ineos Grenadiers IGD       | Ineos Grenadiers IGD |
| -------------------- | -------------------------- | -------------------- |
| Nr.                  | Rytter                     | Placering            |
| 121                  | Michał Kwiatkowski (POL)   | 17.                  |
| 122                  | Filippo Ganna (ITA)        | 64.                  |
| 123                  | Tom Pidcock (GBR)          | 15.                  |
| 124                  | Salvatore Puccio (ITA)     | 94.                  |
| 125                  | Luke Rowe (GBR)            | 118.                 |
| 126                  | Ben Swift (GBR) (landevej) | 77.                  |
| 127                  | Dylan van Baarle (NED)     | 31.                  |

| Intermarché-Wanty-Gobert Matériaux IWG | Intermarché-Wanty-Gobert Matériaux IWG | Intermarché-Wanty-Gobert Matériaux IWG |
| -------------------------------------- | -------------------------------------- | -------------------------------------- |
| Nr.                                    | Rytter                                 | Placering                              |
| 131                                    | Andrea Pasqualon (ITA)                 | 87.                                    |
| 132                                    | Aimé De Gendt (BEL)                    | 47.                                    |
| 133                                    | Jonas Koch (GER)                       | 92.                                    |
| 134                                    | Lorenzo Rota (ITA)                     | 40.                                    |
| 135                                    | Taco van der Hoorn (NED)               | 112.                                   |
| 136                                    | Pieter Vanspeybrouck (BEL)             | 154.                                   |
| 137                                    | Loïc Vliegen (BEL)                     | 57.                                    |

| Israel Start-Up Nation ISN | Israel Start-Up Nation ISN | Israel Start-Up Nation ISN |
| -------------------------- | -------------------------- | -------------------------- |
| Nr.                        | Rytter                     | Placering                  |
| 141                        | Matthias Brändle (AUT)     | 107.                       |
| 142                        | Davide Cimolai (ITA)       | 43.                        |
| 143                        | Alessandro De Marchi (ITA) | 82.                        |
| 144                        | Hugo Hofstetter (FRA)      | 67.                        |
| 145                        | Guy Niv (ISR)              | DNF                        |
| 146                        | James Piccoli (CAN)        | 128.                       |
| 147                        | Guy Sagiv (ISR)            | 145.                       |

| Lotto-Soudal LTS | Lotto-Soudal LTS       | Lotto-Soudal LTS |
| ---------------- | ---------------------- | ---------------- |
| Nr.              | Rytter                 | Placering        |
| 151              | Philippe Gilbert (BEL) | 72.              |
| 152              | Jasper De Buyst (BEL)  | 102.             |
| 153              | John Degenkolb (GER)   | 32.              |
| 154              | Caleb Ewan (AUS)       | 2.               |
| 155              | Frederik Frison (BEL)  | 127.             |
| 156              | Roger Kluge (GER)      | 101.             |
| 157              | Tim Wellens (BEL)      | 78.              |

| Movistar Team MOV | Movistar Team MOV         | Movistar Team MOV |
| ----------------- | ------------------------- | ----------------- |
| Nr.               | Rytter                    | Placering         |
| 161               | Iván García Cortina (ESP) | 30.               |
| 162               | Mathias Norsgaard (DEN)   | 125.              |
| 163               | Lluís Mas (ESP)           |                   |
| 164               | Nelson Oliveira (POR)     | 85.               |
| 165               | Gonzalo Serrano (ESP)     | 25.               |
| 166               | Albert Torres (ESP)       | 144.              |
| 167               | Davide Villella (ITA)     | 86.               |

| Arkéa-Samsic ARK | Arkéa-Samsic ARK         | Arkéa-Samsic ARK |
| ---------------- | ------------------------ | ---------------- |
| Nr.              | Rytter                   | Placering        |
| 171              | Nacer Bouhanni (FRA)     | 19.              |
| 172              | Warren Barguil (FRA)     | 44.              |
| 173              | Amaury Capiot (BEL)      | 138.             |
| 174              | Thibault Guernalec (FRA) | 160.             |
| 175              | Daniel McLay (GBR)       | 88.              |
| 176              | Clément Russo (FRA)      | 59.              |
| 177              | Connor Swift (GBR)       | DNS              |

| BikeExchange BEX | BikeExchange BEX              | BikeExchange BEX |
| ---------------- | ----------------------------- | ---------------- |
| Nr.              | Rytter                        | Placering        |
| 181              | Michael Matthews (AUS)        | 6.               |
| 182              | Luke Durbridge (AUS)          | 84.              |
| 183              | Michael Hepburn (AUS)         | 133.             |
| 184              | Christopher Juul-Jensen (DEN) | 130.             |
| 185              | Alexander Konysjev (ITA)      | 134.             |
| 186              | Luka Mezgec (SLO)             | 49.              |
| 187              | Robert Stannard (AUS)         | 28.              |

| Team DSM DSM | Team DSM DSM               | Team DSM DSM |
| ------------ | -------------------------- | ------------ |
| Nr.          | Rytter                     | Placering    |
| 191          | Søren Kragh Andersen (DEN) | 9.           |
| 192          | Romain Bardet (FRA)        | 27.          |
| 193          | Romain Combaud (FRA)       | 123.         |
| 194          | Nicolas Roche (IRL)        | 115.         |
| 195          | Casper Pedersen (DEN)      | 120.         |
| 196          | Jasha Sütterlin (GER)      | 114.         |
| 197          | Martijn Tusveld (NED)      | 79.          |

| Team Novo Nordisk TNN | Team Novo Nordisk TNN | Team Novo Nordisk TNN |
| --------------------- | --------------------- | --------------------- |
| Nr.                   | Rytter                | Placering             |
| 201                   | Sam Brand (GBR)       | 167.                  |
| 202                   | Brian Kamstra (NED)   | DNF                   |
| 203                   | Péter Kusztor (HUN)   | 143.                  |
| 204                   | David Lozano (ESP)    | 164.                  |
| 205                   | Andrea Peron (ITA)    | 168.                  |
| 206                   | Charles Planet (FRA)  | 169.                  |
| 207                   | Umberto Poli (ITA)    | 165.                  |

| Qhubeka Assos TQA | Qhubeka Assos TQA                | Qhubeka Assos TQA |
| ----------------- | -------------------------------- | ----------------- |
| Nr.               | Rytter                           | Placering         |
| 211               | Giacomo Nizzolo (ITA) (landevej) | 18.               |
| 212               | Victor Campenaerts (BEL)         | 81.               |
| 213               | Simon Clarke (AUS)               | 38.               |
| 214               | Michael Gogl (AUT)               | 76.               |
| 215               | Bert-Jan Lindeman (NED)          | 142.              |
| 216               | Emil Vinjebo (DEN)               | 121.              |
| 217               | Łukasz Wiśniowski (POL)          | 58.               |

| Total Direct Énergie TDE | Total Direct Énergie TDE   | Total Direct Énergie TDE |
| ------------------------ | -------------------------- | ------------------------ |
| Nr.                      | Rytter                     | Placering                |
| 221                      | Niccolò Bonifazio (ITA)    | 63.                      |
| 222                      | Edvald Boasson Hagen (NOR) | 137.                     |
| 223                      | Lorrenzo Manzin (FRA)      | 156.                     |
| 224                      | Adrien Petit (FRA)         | 149.                     |
| 225                      | Julien Simon (FRA)         | 29.                      |
| 226                      | Niki Terpstra (NED)        | 139.                     |
| 227                      | Anthony Turgis (FRA)       | 10.                      |

| Trek-Segafredo TFS | Trek-Segafredo TFS    | Trek-Segafredo TFS |
| ------------------ | --------------------- | ------------------ |
| Nr.                | Rytter                | Placering          |
| 231                | Vincenzo Nibali (ITA) | 35.                |
| 232                | Nicola Conci (ITA)    | 105.               |
| 233                | Jacopo Mosca (ITA)    | 56.                |
| 234                | Ryan Mullen (IRL)     | 129.               |
| 235                | Quinn Simmons (USA)   | 74.                |
| 236                | Toms Skujiņš (LAT)    | 75.                |
| 237                | Jasper Stuyven (BEL)  | 1.                 |

| UAE Team Emirates UAD | UAE Team Emirates UAD              | UAE Team Emirates UAD |
| --------------------- | ---------------------------------- | --------------------- |
| Nr.                   | Rytter                             | Placering             |
| 241                   | Alexander Kristoff (NOR)           | 89.                   |
| 242                   | Sven Erik Bystrøm (NOR) (landevej) | 108.                  |
| 243                   | Alessandro Covi (ITA)              | 39.                   |
| 244                   | Davide Formolo (ITA)               | 34.                   |
| 245                   | Fernando Gaviria (COL)             | 113.                  |
| 246                   | Maximiliano Richeze (ARG)          | 147.                  |
| 247                   | Matteo Trentin (ITA)               | 12.                   |